# ネミネム・カプティヴァビムス
ネミネム・カプティヴァビムス（ラテン語：Neminem captivabimus）とは、ポーランド王国およびポーランド・リトアニア共和国において保障されていた、貴族身分（シュラフタ）に対する人身保護特権。「朕は法廷の答申なしには拘束しない（neminem captivabimus nisi iure victum）」という成句の略語。

## 概要
シュラフタ身分に属している全ての者に対して、国王は裁判所の決定無しに処罰ないし逮捕を行うことは出来ないことを、明示するものである。これは不当逮捕からシュラフタを保護することを目的としている。ネミネム・カプティヴァビムスは勾留された容疑者が有罪かどうかに関わるものではなく、逮捕までの経緯に関する取り決めである。
この特権はヴワディスワフ2世ヤギェウォ治世下に、イェドルニャ法令（1430年）およびクラクフ法令（1433年）によって導入されたものである。最も、ネミネム・カプティヴァビムスという語自体は、第1次ポーランド分割後の1772年に使われなくなった。チェルヴィンスク法令（1422年）に明示された、国王が裁判所の決定無しにシュラフタの領地・財産を没収することが出来ない内容の特権とともに、シュラフタ身分の基本的な権利を保障した。1791年の4年議会では、この人身保護特権は平民であるブルジョワジーおよび都市民にも拡大適用されることが取り決められた。